# フツナ島

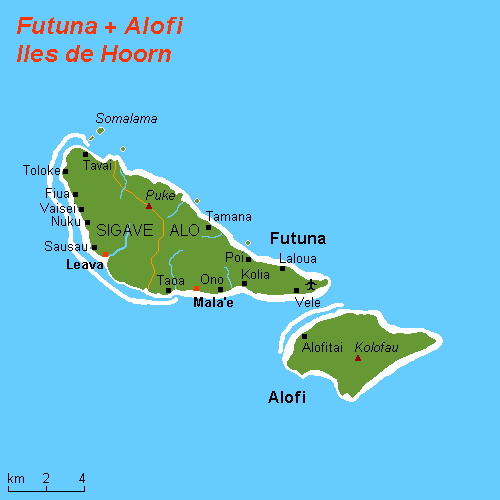
フツナ諸島

フツナ島(フツナとう、Futuna)は、フランス海外領ウォリス＝フツナの島。近くのアロフィ島とともにフツナ諸島を形成する。火山島であり、島の周りにはサンゴ礁が発達している。西部のシガベと東部のアロの二つの伝統的な王国に分かれており、現在でも両王国は自治権を有する。
人口は4,871人（2003年）で、そのうち2,991人が東部のアロ王国に、1,880人が西部のシガベ王国に居住している。フツナの最高峰は524mのプケ山である。島の面積は83km2で、そのうち53km2がシガベ王国、30km2がアロ王国領である。
フツナ島はウィレム・スホーテンとヤコブ・ラ・マイアーの二人によって1616年に発見された。彼らはニウアフォオウ島に立ち寄った後にこの島を訪れた。彼らはこの双子の島をホールン島と名づけ、これが英語・フランス語でのこの諸島の呼び名となった。
シガベとアロの両王国の国王は貴族階級から選ばれ、フランスの下で住民を統治している。ポイ村を除くすべての村は島の南東岸にあり、西からトロケ、フィウア、ヴァイセイ、ヌク、そしてフツナの首府であり波止場のあるレーバ村までがシガベ領で、その東のタオア、マレレ、オノ、コリア、ヴェレ(ポイント・ヴェレ空港がある）、そして北岸のポイ村がアロ領である。住民はウベア島と同じく深くローマ・カトリックを信仰しており、1841年に殉教したポリネシア唯一のカトリックの聖人ピエール・シャネルの大聖堂がポイ村にある。一方、フツナの住民はサモア系で、トンガ系のウベア島民とは文化や言語が大きく異なる。フツナ人はフツナ語とフランス語を話す。

座標: 南緯14度17分 西経178度09分 / 南緯14.283度 西経178.150度